# 西尾夕香
西尾 夕香（にしお ゆうか、1994年3月31日 - ）は、日本の女性声優、歌手、ディスクジョッキー、カプセルトイ企画者。神奈川県出身。響所属。旧芸名はHARUCA。

## 略歴
慶應義塾大学環境情報学部卒。
幼少期から漫画やアニメを観ていたが、声優になりたいと思ったのは大学に入ってからだという。
2017年10月16日にHARUCAとして、シングル「永遠のこたえ」でキノミュージックよりメジャーデビュー。しかし、キノミュージック時代のシングルはこれだけで終わり、以後は声優活動の傍らインディーズイベントへの出演などをこなす（後述）。
2019年に開催された「S・響・エースクルー合同オーディション2019」にて、響枠で合格。それに伴い、2019年4月2日付でHARUCAから西尾夕香へ改名の上、響所属となったことを発表。
響に所属する前より、DJとしても活動を行い、アニソンのクラブイベントに出演していた。このことが、響所属の翌月にプロジェクトへの参加が発表されたDJをテーマにしたメディアミックスプロジェクト『D4DJ』の主人公「Happy Around!」愛本りんく役としての出演へ繋がった。
正式な楽曲・ライブにおいて西尾はDJには関わってはいないが、関連のWeb配信などではDJのパフォーマンス披露をしている。
2020年3月より、『BanG Dream!』プロジェクトのバンドユニット「Morfonica」の広町七深役を担当する。現実にバンド活動を行うこととなり、西尾はベースを担当する。
ブシロードクリエイティブが展開するカプセルトイブランド「TAMA-KYU」にて「支離滅裂アクリルキーホルダー」を企画し、2021年4月に発売された。また、第2段として「かぷせるたこやき」を企画し、2021年6月に発売された。

## 人物
特技は多く、ヴァイオリンが弾けるが、MorfonicaではAyasaが担当している関係からベースを担当している。趣味はゲーム、アニメ。
｢とにかくやってみる!!｣ということをモットーに人に勧められたらやってみることを自分の長所だと話している。
同じ事務所でかつ共演作も多い進藤あまねとは年齢が10歳差であるにもかかわらず仲が深く、自他共に「おゆねす」と称している。

## 出演
太字はメインキャラクター。

### テレビアニメ
2017年
- ブレンド・S（ショップ店員）
- ねこねこ日本史（江）

2018年
- グランクレスト戦記（レベッカ）

2020年
- りばあす（東山有、洋菓子屋店員）
- BanG Dream! 3rd Season（生徒）
- BanG Dream! ガルパ☆ピコ シリーズ（2020年 - 2021年、広町七深） - 2シリーズ
- D4DJ（2020年 - 2023年、愛本りんく） - 2シリーズ+特別編

2021年
- ぷっちみく♪ D4DJ Petit Mix（愛本りんく）
- 進化の実〜知らないうちに勝ち組人生〜（2021年 - 2023年、エリス・マクレーヌ） - 2シリーズ

2022年
- バンドリ! ガールズバンドパーティ! 5th Anniversary Animation -CiRCLE THANKS PARTY!-（広町七深）
- BanG Dream! Morfonication（広町七深）
- 組長娘と世話係
- 農民関連のスキルばっか上げてたら何故か強くなった。（ラミア）

2024年
- カードファイト!! ヴァンガード Divinez（2024年 - 2025年、員弁ナオ） - 3シリーズ

2025年
- BanG Dream! Ave Mujica（広町七深）

### 劇場アニメ
- 劇場版 マジンガーZ / INFINITY（2018年、ナース）
- BanG Dream! FILM LIVE 2nd Stage（2021年、広町七深[32]）
- 劇場版 BanG Dream! ぽっぴん'どりーむ!（2022年、広町七深）

### Webアニメ
- Webアニメ『D4DJ』シリーズ（2023年 - 、愛本りんく）

### ゲーム
2017年
- この世の果てで恋を唄う少女YU-NO

2020年
- バンドリ! ガールズバンドパーティ!（2020年 - 2025年、広町七深）
- ピコットタウン（トミー）
- ヒーローカンターレ（マスタープープ）
- D4DJ Groovy Mix（2020年 - 2023年、愛本りんく）

2021年
- GROOVE COASTER 4MAX DIAMOND GARAXY（愛本りんく）
- グルーヴコースター ワイワイパーティー!!!!（愛本りんく） - DLC追加キャラクター

2022年
- カードファイト!! ヴァンガード（一導寺ユキ）
- 逆転オセロニア（エリーゼ）

2024年
- AFKジャーニー（シルヴィナ）

### ドラマCD
- Happy Around! 5th LIVE Happy×2 Around! Specialドラマ後編（愛本りんく[37]）

### デジタルコミック
- 神様にスカウトされて異世界にやって来ました。―家電魔法で快適ライフ―（2021年、サンザ[38]）
- ケイヤクシマイ（2022年、めぐるの姉[39]）

### 吹き替え
- フェリシーと夢のトウシューズ（2016年、ノラ）

### パチンコ・パチスロ
- L D4DJ Pachi-Slot Mix（2024年、愛本りんく[40]）

### ボイスドラマ
- Happy Around! 5th LIVE「Happy×2 Around!」Specialドラマ（2025年、愛本りんく[41]）

### ラジオ
※はインターネット配信。
- アニガール〜アニソンヒッツレディオ〜（2016年 - 2018年、Radio NEO[1][42]）
- モニカラジオ（2020年 - 、YouTube※、Hibiki Radio Station※、ニッポン放送）
- D4DJ presents Happy Around!のぐるぐるRADIO TIME! (2020年 - 、Tokyo FM)
- Happy Around!期間限定WEBラジオ「はぴ×2ラジオ」（2025年 -、）[43]

### テレビ番組
※はインターネット配信。
- 月刊ブシロードTV
  - 月刊ブシロードTV with スタァライト＆ヴァンガード（2019年 - 2020年、TOKYO MX） - 月ブシニュース担当
  - 月刊ブシロードTV（2020年 - 、YouTube※）- MC[44]
- MORFONICAL/もるふぉにかる（2020年、YouTube※）
- 週刊ブシロード（2020年 - 、北陸朝日放送）- MC[45]
- 西尾夕香のチャレンジ20年生（2020年 - 、ニコニコ生放送※・YouTube※）[46]
- D4DJ Happy Around! の課外活動報告（2022年10月7日 - 、TOKYO MX、BS日テレ）

### CM
- ヴァイスシュヴァルツ
- TAMA-KYU「かぷせるたこやき」（実写出演）
- マルヨシセンター（マルヨシイメージガール）

### 映像作品
- Happy Around!1st LIVE みんなにハピあれ♪〈2枚組〉（2021年）
- ブシロード15周年記念ライブ in ベルーナドーム / ミルキィホームズのサタデーナイトトークライブ Blu-ray（2023年）[47]
- Happy Around! Concept CD「ビッグでバンなアラウンド！」特典Blu-ray Happy Around!4th LIVE Happy presentation（2023年）
- Happy Around!5th Single「アバンチューールなサマーデーーイズ」特典Blu-ray 「TWO RHYTHM☆TOURISM」昼公演（2024年）[48]

### 舞台
- ことだま屋本舗「EXステージ×コミックファイア」『英雄王、武を極めるため転生す 〜そして、世界最強の見習い騎士♀〜』（ラフィニア）
- 朗読劇『みやがわら』（2022年10月8日 - 10日、KEYNOTE THEATER）
- 朗読劇『4月の花嫁』（2023年4月29日、さくら〈第3回公演〉、彩芽〈第2回公演〉[49]）
- 朗読劇『シアター』再演（2024年5月15日 - 26日　シアター風姿花伝)　樋口もな 役
- Hyo-eeN！vol.8「Listen/Library V」（2025年1月26日、シアターモリエール[50]）
- 朗読劇『KAWAII偶像パラドキシカル』（2025年7月30日 - 8月3日、CBGKシブゲキ!!）

## ディスコグラフィ

### シングル
|     | 発売日         | タイトル     | 規格品番 | オリコン 最高位 |
| --- | -------------- | ------------ | -------- | --------------- |
| 1st | 2017年10月16日 | 永遠のこたえ | CUCL-502 | 98位            |

### タイアップ曲
| 楽曲         | タイアップ                                     | 時期   |
| ------------ | ---------------------------------------------- | ------ |
| 永遠のこたえ | テレビアニメ『正解するカド』エンディングテーマ | 2017年 |

### 歌手参加楽曲
| 発売日        | 商品名         | 歌     | 楽曲               | 備考                           |
| ------------- | -------------- | ------ | ------------------ | ------------------------------ |
| 2016年11月5日 | 輪華ネーション | HARUCA | 「輪華ネーション」 | ゲーム『輪華ネーション』主題歌 |

### キャラクターソング
| 発売日   | 商品名                                                                                                   | 歌 | 楽曲 | 備考                                               |
| 2020年   | 2020年                                                                                                   | 2020年 | 2020年 | 2020年                                             |
| -------- | --- | --- | --- | -------------------------------------------------- |
| 1月29日  | Dig Delight!                                                                                             | Happy Around! | 「Dig Delight!」 | 『D4DJ』関連曲                                     |
| 4月22日  | Direct Drive!                                                                                            | Happy Around! | 「Direct Drive!」 | 『D4DJ』関連曲                                     |
| 6月24日  | Cosmic CoaSTAR                                                                                           | Happy Around! | 「Cosmic CoaSTAR」 | 『D4DJ』関連曲                                     |
| 7月3日   | Reバース GO!                                                                                             | 鶏とナスの三ツ星シチュー | 「Reバース GO!」 | テレビアニメ『りばあす』エンディングテーマ         |
| 7月3日   | Reバース GO! Go Go しちゅー's                                                                            | 東山有（西尾夕香） | 「Reバース GO!」 | テレビアニメ『りばあす』関連曲                     |
| 11月4日  | Happy Music♪                                                                                             | Happy Around! | 「Happy Music♪」 「君にハピあれ♪」 | 『D4DJ』関連曲                                     |
| 2021年   | | | |                                                    |
| 1月20日  | D4DJ Groovy Mix カバートラックス vol.1                                                                   | Happy Around! | 「恋愛レボリューション21」 「DAYS」 | ゲーム『D4DJ Groovy Mix』関連曲                    |
| 2月19日  | 笑顔でGo Go Go!!!                                                                                        | Go Go しちゅー's! | 「笑顔でGo Go Go!!!」 | アニメ『りばあす』第26・30・35話エンディングテーマ |
| 2月24日  | ぐるぐるDJ TURN!!                                                                                        | Happy Around! feat. KYOKO（愛美） & SAKI（紡木吏佐）                                                                             | 「ぐるぐるDJ TURN!!」 | テレビアニメ『D4DJ First Mix』オープニングテーマ   |
| 2月24日  | ぐるぐるDJ TURN!!                                                                                        | Happy Around! | 「ぐるぐるDJ TURN!!」 | テレビアニメ『D4DJ First Mix』関連曲               |
| 2月24日  | ぐるぐるDJ TURN!!                                                                                        | D4DJ ALL STARS | 「LOVE!HUG!GROOVY!!」 | ゲーム『D4DJ Groovy Mix』主題歌                    |
| 2月24日  | WOW WAR TONIGHT〜時には起こせよムーヴメント〜                                                            | Happy Around! | 「気分上々↑↑」 | テレビアニメ『D4DJ First Mix』挿入歌               |
| 2月24日  | 「ぐるぐるDJ TURN!!」&「WOW WAR TONIGHT〜時には起こせよムーヴメント〜」同時購入特典CD Happy Around! Ver. | Happy Around! | 「Happy Around Days」 「ぎぶみーAwesome!!!!」 「Make My Style」 | テレビアニメ『D4DJ First Mix』挿入歌               |
| 2月24日  | 「ぐるぐるDJ TURN!!」&「WOW WAR TONIGHT〜時には起こせよムーヴメント〜」同時購入特典CD Peaky P-key Ver.   | Happy Around! | 「HONEST-happy a word-」 | テレビアニメ『D4DJ First Mix』挿入歌               |
| 2月24日  | 「ぐるぐるDJ TURN!!」&「WOW WAR TONIGHT〜時には起こせよムーヴメント〜」同時購入特典CD Photon Maiden Ver. | Happy Around! | 「Brand New World」 | テレビアニメ『D4DJ First Mix』挿入歌               |
| 3月17日  | SHUFFLE HEART BEAT                                                                                       | Happy Around! | 「SHUFFLE HEART BEAT」 「はぁ〜い☆FORTUNE!」 | 『D4DJ』関連曲                                     |
| 7月21日  | D4DJ Groovy Mix カバートラックス vol.2                                                                   | Happy Around! | 「ココロオドル」 「行くぜっ！怪盗少女」 | ゲーム『D4DJ Groovy Mix』関連曲                    |
| 8月28日  | なんてカラフルな世界！[D4DJ Remix]                                                                       | D4DJ ALL STARS | 「なんてカラフルな世界！[D4DJ Remix]」 | ゲーム『D4DJ Groovy Mix』関連曲                    |
| 9月15日  | Hey! Be Ambitious!                                                                                       | Happy Around! | 「Hey! Be Ambitious!」 「ひらけ！GO MY WAY★」 | 『D4DJ』関連曲                                     |
| 11月24日 | D4DJ 6ユニット3rd Single連動購入特典CD                                                                   | Happy Around! with KYOKO（愛美）、SAKI（紡木吏佐）、RIKA（平嶋夏海）、TSUBAKI（加藤里保菜）、MIYU（反田葉月）                    | 「ぷっちみくパーチナィ！」 | テレビアニメ『ぷっちみく♪ D4DJ Petit Mix』主題歌   |
| 11月24日 | D4DJ 6ユニット3rd Single連動購入特典CD                                                                   | D4DJ ALL STARS | 「ぷっちみくパーチナィ！」 | 『D4DJ』関連曲                                     |
| 11月24日 | D4DJ 6ユニット3rd Single連動購入特典CD A ver.                                                            | Happy Around! | 「ぷっちみくパーチナィ！」 | 『D4DJ』関連曲                                     |
| 12月16日 | Let's do the 'Big-Bang!' (feat. RINKU)                                                                   | Peaky P-key feat. RINKU（西尾夕香）                                                                                              | 「Let's do the 'Big-Bang!'」 | テレビアニメ『D4DJ First Mix』挿入歌               |
| 2022年   | | | |                                                    |
| 1月26日  | D4DJ Groovy Mix カバートラックス vol.3                                                                   | Happy Around! | 「めざせポケモンマスター」 「学園天国」 | ゲーム『D4DJ Groovy Mix』関連曲                    |
| 1月26日  | D4DJ Groovy Mix カバートラックス vol.3                                                                   | Happy Around! feat. 犬寄しのぶ（高木美佑）                                                                                       | 「ウルトラリラックス」 | ゲーム『D4DJ Groovy Mix』関連曲                    |
| 4月27日  | D4DJ Groovy Mix カバートラックス vol.4                                                                   | Happy Around! | 「バラライカ」 「Help me, ERINNNNNN!!」 | ゲーム『D4DJ Groovy Mix』関連曲                    |
| 7月20日  | はぴあら★はぴあれ★はぴあられ A ver.                                                                      | Happy Around! | 「ラフ・ダイヤ・マジック」 「ふるふる♡ハートふる」 「パノラマリウム」 「HAPPIEST☆DREAM」 「ひらけ！GO MY WAY★ (はぴあら★はぴあれ★はぴあられ Remix)」 | 『D4DJ』関連曲                                     |
| 7月20日  | はぴあら★はぴあれ★はぴあられ B ver.                                                                      | Happy Around! | 「君にハピあれ♪ (はぴあら★はぴあれ★はぴあられ Remix)」 | 『D4DJ』関連曲                                     |
| 7月20日  | D4DJ Groovy Mix カバートラックス vol.5                                                                   | Happy Around! | 「DIVE TO WORLD」 「Daydream café」 | ゲーム『D4DJ Groovy Mix』関連曲                    |
| 10月26日 | D4DJ Groovy Mix カバートラックス vol.6                                                                   | Happy Around! | 「H-A-J-I-M-A-R-I-U-T-A-!!」 「PARTY☆NIGHT」 | ゲーム『D4DJ Groovy Mix』関連曲                    |
| 2023年   | | | |                                                    |
| 1月25日  | D4DJ Groovy Mix カバートラックス vol.7                                                                   | Happy Around! | 「R.P.G.〜Rockin' Playing Game」 「ハッピー☆マテリアル」 | ゲーム『D4DJ Groovy Mix』関連曲                    |
| 3月15日  | Around and Around                                                                                        | 愛本りんく（西尾夕香）、山手響子（愛美）、出雲咲姫（紡木吏佐）、瀬戸リカ（平嶋夏海）、青柳椿（加藤里保菜）、桜田美夢（反田葉月） | 「Around and Around」 | テレビアニメ『D4DJ All Mix』エンディングテーマ     |
| 3月15日  | Around and Around                                                                                        | Happy Around! | 「Look at me♡」 | テレビアニメ『D4DJ All Mix』挿入歌                 |
| 5月17日  | シンガロング、プリーズ！                                                                                 | Happy Around! | 「シンガロング、プリーズ！」 「Merry-Go-Around!♡」 | 『D4DJ』関連曲                                     |
| 7月12日  | D4DJ Groovy Mix カバートラックス vol.8                                                                   | Happy Around! | 「ヒャダインのじょーじょーゆーじょー」 「Sparkling Daydream」 | ゲーム『D4DJ Groovy Mix』関連曲                    |
| 9月23日  | White Macaron                                                                                            | 愛本りんく（西尾夕香）、山手響子（愛美）                                                                                         | 「White Macaron」 | ゲーム『D4DJ Groovy Mix』関連曲                    |
| 10月4日  | ビッグでバンなアラウンド！                                                                               | Happy Around! | 「アトモスフィアラウンド」 「TRANCE TOURS」 「Cosmic CoaSTAR（ビッグでバンなアラウンド！ Remix）」 「Happy Music♪（Hello World Remix）」 | 『D4DJ』関連曲                                     |
| 12月20日 | D4DJ EXCLUSIVE TRACKS                                                                                    | Happy Around! | 「ぎぶみーAwesome!!!!（ver. 2023）」 「Make My Style（ver. 2023）」 「Brand New World（ver. 2023）」 | テレビアニメ『D4DJ First Mix』関連曲               |
| 12月20日 | D4DJ EXCLUSIVE TRACKS                                                                                    | Happy Around!×Peaky P-key | 「Peaky Around!!」 | テレビアニメ『D4DJ All Mix』挿入歌                 |
| 12月20日 | D4DJ EXCLUSIVE TRACKS                                                                                    | 愛本りんく（西尾夕香）、山手響子（愛美）、出雲咲姫（紡木吏佐）、瀬戸リカ（平嶋夏海）、青柳椿（加藤里保菜）、桜田美夢（反田葉月） | 「Delightful Party」 | テレビアニメ『D4DJ All Mix』挿入歌                 |
| 12月20日 | D4DJ EXCLUSIVE TRACKS                                                                                    | D4DJ ALL STARS | 「LOVE!HUG!GROOVY!! +nova」 | ゲーム『D4DJ Groovy Mix』関連曲                    |
| 2024年   | | | |                                                    |
| 2月28日  | アバンチューールなサマーデーーイズ                                                                       | Happy Around! | 「アバンチューールなサマーデーーイズ」 「モアドキッ」 | ゲーム『D4DJ Groovy Mix』関連曲                    |
| 4月24日  | D4DJ Groovy Mix カバートラックス vol.9                                                                   | Happy Around! | 「エクストラ・マジック・アワー」 「ヒトリゴト」 | ゲーム『D4DJ Groovy Mix』関連曲                    |
| 5月22日  | D4DJ XROSS∞BEAT                                                                                          | Happy Around!×Lyrical Lily | 「世界の夜明けと半熟ワンダーランド」 | ゲーム『D4DJ Groovy Mix』関連曲                    |
| 5月22日  | D4DJ XROSS∞BEAT                                                                                          | Happy Around!×UniChØrd | 「バイタルサイン」 | ゲーム『D4DJ Groovy Mix』関連曲                    |
| 12月25日 | Are you Happy? I'm Happy!                                                                                | Happy Around! | 「Dig Delight!（ver. 2024）」 「Direct Drive!（ver. 2024）」 「Happy Music♪（ver. 2024）」 「ぐるぐるDJ TURN!!（ver. 2024）」 「Happy Around Days（ver. 2024）」 「HONEST-happy a word-（ver. 2024）」 「Summer Wonder（ver. 2024）」 「パノラマリウム（ver. 2024）」 「HAPPIEST☆DREAM（ver. 2024）」 「仲良しのシリウス」 「カレーライスが大好き♡」 「君にハピあれ♪（ver. 2024）」 「Cosmic CoaSTAR（ver. 2024）」 「Feelin' Good-Day!!」 「Happy Melty Party」 「正解はひとつ!じゃない!!（Cover ver. 2024）」 | 『D4DJ』関連曲                                     |
| 12月25日 | Are you Happy? I'm Happy!                                                                                | 愛本りんく（西尾夕香） | 「ストライク・ザ・ブラッド」 | 『D4DJ』関連曲                                     |
| 2025年   | | | |                                                    |
| 3月5日   | SUPERSTAR                                                                                                | Happy Around!・Peaky P-key・Photon Maiden・Merm4id・燐舞曲・Lyrical Lily・UniChØrd                                               | 「SUPERSTAR」 | ゲーム『D4DJ Groovy Mix』関連曲                    |
| 3月5日   | D4DJ Groovy Mix カバートラックス Extra Edition Happy Around!                                             | Happy Around! | 「Yes! BanG_Dream!」 「熱風海陸ブシロード 〜熱き咆哮〜」 | ゲーム『D4DJ Groovy Mix』関連曲                    |

### シリーズ一覧
1. ↑  第2期『〜大盛り〜』（2020年）、第3期『ふぃーばー！』（2021年）
2. ↑  第1期『First Mix』（2020年 - 2021年）、特別編『Double Mix』（2022年）、第2期『All Mix』（2023年）
3. ↑  第1期（2021年）、第2期『真・進化の実～知らないうちに勝ち組人生～』（2023年）
4. ↑  Season1（2024年）、Season2（2024年）、デラックス編（2025年）

### 初出話一覧
1. ↑  デラックス編 第1話初出
2. ↑  Season1 第1話初出
3. ↑  第12話初出

### ユニットメンバー
1. 1 2 3 4 5 6 7 8 9 10 11 12 13  愛本りんく（西尾夕香）、明石真秀（各務華梨）、大鳴門むに（三村遙佳）、渡月麗（志崎樺音）
2. ↑  東山有（西尾夕香）、若宮千春（西本りみ）、美濃周子（進藤あまね）、猫ヶ洞青（成海瑠奈）、春日井梢（佐伯伊織）、岡崎育未（尾崎由香）、藤堂圭（小山百代）、愛染京（遠野ひかる）、桜木雪（岩田陽葵）、鳥越樹里（大塚紗英）、駒形豊（三村遙佳）、寿沙希（葉月ひまり）
3. ↑  東山有（西尾夕香）、若宮千春（西本りみ）、美濃周子（進藤あまね）
4. 1 2 3  愛本りんく（西尾夕香）、明石真秀（各務華梨）、大鳴門むに（三村遙佳）、渡月麗（志崎樺音）、山手響子（愛美）、犬寄しのぶ（高木美佑）、笹子・ジェニファー・由香（小泉萌香）、清水絵空（倉知玲鳳）、出雲咲姫（紡木吏佐）、新島衣舞紀（前島亜美）、花巻乙和（岩田陽葵）、福島ノア（佐藤日向）、瀬戸リカ（平嶋夏海）、水島茉莉花（岡田夢以）、日高さおり（葉月ひまり）、松山ダリア（根岸愛）、青柳椿（加藤里保菜）、月見山渚（大塚紗英）、矢野緋彩（もものはるな）、三宅葵依（つんこ）、桜田美夢（反田葉月）、春日春奈（進藤あまね）、白鳥胡桃（深川瑠華）、竹下みいこ（渡瀬結月）
5. 1 2 3  山手響子（愛美）、犬寄しのぶ（高木美佑）、笹子・ジェニファー・由香（小泉萌香）、清水絵空（倉知玲鳳）
6. 1 2 3 4 5 6 7 8 9  愛本りんく（西尾夕香）、明石真秀（各務華梨）、大鳴門むに（三村遙佳）、渡月麗（入江麻衣子）
7. ↑  愛本りんく（西尾夕香）、明石真秀（各務華梨）、大鳴門むに（三村遙佳）、渡月麗（入江麻衣子）、山手響子（愛美）、犬寄しのぶ（高木美佑）、笹子・ジェニファー・由香（小泉萌香）、清水絵空（倉知玲鳳）、出雲咲姫（紡木吏佐）、新島衣舞紀（七木奏音）、花巻乙和（岩田陽葵）、福島ノア（佐藤日向）、瀬戸リカ（平嶋夏海）、水島茉莉花（岡田夢以）、日高さおり（葉月ひまり）、松山ダリア（根岸愛）、青柳椿（加藤里保菜）、月見山渚（大塚紗英）、矢野緋彩（もものはるな）、三宅葵依（つんこ）、桜田美夢（反田葉月）、春日春奈（進藤あまね）、白鳥胡桃（深川瑠華）、竹下みいこ（渡瀬結月）、海原ミチル（小岩井ことり）、一星ルミナ（高橋花林）、四ノ宮心愛（由良朱合）、天堂はやて（天麻ゆうき）、ネオ（May'n）、ソフィア（相坂優歌）、エルシィ（鷲見友美ジェナ）、ヴェロニカ（山田美鈴）
8. 1 2  桜田美夢（反田葉月）、春日春奈（進藤あまね）、白鳥胡桃（深川瑠華）、竹下みいこ（渡瀬結月）
9. 1 2  海原ミチル（小岩井ことり）、一星ルミナ（高橋花林）、四ノ宮心愛（由良朱合）、天堂はやて（天麻ゆうき）
10. ↑  出雲咲姫（紡木吏佐）、新島衣舞紀（七木奏音）、花巻乙和（岩田陽葵）、福島ノア（佐藤日向）
11. ↑  瀬戸リカ（平嶋夏海）、水島茉莉花（岡田夢以）、日高さおり（葉月ひまり）、松山ダリア（根岸愛）
12. ↑  青柳椿（加藤里保菜）、月見山渚（大塚紗英）、矢野緋彩（もものはるな）、三宅葵依（つんこ）